# Théorème des cordes sécantes

En géométrie euclidienne, le théorème des cordes sécantes, ou simplement le théorème des cordes, est un énoncé qui décrit une relation entre les quatre segments de droite créés par deux cordes qui se croisent dans un cercle. Il stipule que les produits des longueurs des segments de ligne sur chaque corde sont égaux. Il s'agit de la proposition 35 du livre 3 des Éléments d'Euclide.
Plus précisément, pour deux cordes AC et BD d'un même cercle se coupant en un point S, on a l'égalité suivante : {\displaystyle |AS|\cdot |SC|=|BS|\cdot |SD|}
La réciproque est également vraie : si pour deux segments de droite AC et BD se coupant en S l'équation ci-dessus est vérifiée, alors leurs quatre extrémités A, B, C, D sont cocycliques. Ou en d'autres termes, si les diagonales d'un quadrilatère ABCD se coupent en S et remplissent l'équation ci-dessus, alors c'est un quadrilatère inscriptible.
La valeur des deux produits dans le théorème de la corde ne dépend que de la distance du point d'intersection S au centre du cercle et est appelée valeur absolue de la puissance de S par rapport au cercle ; plus précisément, on peut énoncer que :
{\displaystyle |AS|\cdot |SC|=|BS|\cdot |SD|=P(S)=r^{2}-d^{2},}
où r est le rayon du cercle et d la distance entre le centre du cercle et le point d'intersection S. Cette propriété se déduit directement de l'application du théorème des cordes à une troisième corde (ici un diamètre) passant par S et le centre du cercle M (voir dessin).
Le théorème peut être démontré en utilisant des triangles semblables (via le théorème de l'angle inscrit ). On considère les angles des triangles △ASD et △BSC : {\displaystyle {\begin{aligned}{\widehat {ADS}}&={\widehat {BCS}}\,({\text{angles inscrits sur AB}})\\{\widehat {DAS}}&={\widehat {CBS}}\,({\text{angles inscrits sur CD}})\\{\widehat {ASD}}&={\widehat {BSC}}\,({\text{angles opposés}})\end{aligned}}} Cela signifie que les triangles △ASD et △BSC sont semblables et donc
{\displaystyle {\frac {AS}{SD}}={\frac {BS}{SC}}\Leftrightarrow |AS|\cdot |SC|=|BS|\cdot |SD|}
À côté du théorème tangente-sécante et du théorème des sécantes au cercle, le théorème des cordes sécantes représente l'un des trois cas fondamentaux d'un théorème plus général concernant deux droites sécantes et un cercle : le théorème de la puissance du point.